# Tournefortia gardneri
Tournefortia gardneri är en strävbladig växtart som beskrevs av A. Dc. Tournefortia gardneri ingår i släktet Tournefortia och familjen strävbladiga växter. Inga underarter finns listade i Catalogue of Life.